# Ройстон (Джорджія)
Ройстон (англ. Royston) — місто (англ. city) в США, в округах Франклін, Гарт і Медісон штату Джорджія. Населення — 2649 осіб (2020).

## Географія
Ройстон розташований за координатами 34°17′9″ пн. ш. 83°6′34″ зх. д. / 34.28583° пн. ш. 83.10944° зх. д. (34.285697, -83.109541).  За даними Бюро перепису населення США в 2010 році місто мало площу 8,81 км², з яких 8,77 км² — суходіл та 0,05 км² — водойми.

## Демографія
Згідно з переписом 2010 року, у місті мешкали 2582 особи в 1087 домогосподарствах у складі 617 родин. Густота населення становила 293 особи/км².  Було 1246 помешкань (141/км²).
Расовий склад населення:
| - 72,3 % — білих - 22,7 % — чорних або афроамериканців - 0,9 % — азіатів - 0,2 % — корінних американців - 1,8 % — осіб інших рас |

До двох чи більше рас належало 2,0 %. Частка іспаномовних становила 3,2 % від усіх жителів.
За віковим діапазоном населення розподілялося таким чином: 22,9 % — особи молодші 18 років, 53,8 % — особи у віці 18—64 років, 23,3 % — особи у віці 65 років та старші. Медіана віку мешканця становила 40,5 року. На 100 осіб жіночої статі у місті припадало 75,5 чоловіків;  на 100 жінок у віці від 18 років та старших — 74,4 чоловіків також старших 18 років.
Середній дохід на одне домашнє господарство  становив 33 411 долар США (медіана — 23 775), а середній дохід на одну сім'ю — 40 251 долар (медіана — 30 972). Медіана доходів становила 27 409 доларів для чоловіків та 30 396 доларів для жінок. За межею бідності перебувало 26,6 % осіб, у тому числі 33,0 % дітей у віці до 18 років та 17,5 % осіб у віці 65 років та старших.
Цивільне працевлаштоване населення становило 847 осіб. Основні галузі зайнятості: освіта, охорона здоров'я та соціальна допомога — 23,5 %, роздрібна торгівля — 15,0 %, виробництво — 13,3 %, мистецтво, розваги та відпочинок — 11,8 %.